# North Walpole
North Walpole – jednostka osadnicza w Stanach Zjednoczonych, w stanie New Hampshire, w hrabstwie Cheshire.